# The Hobbit (téléfilm, 1977)
Pour les articles homonymes, voir Hobbit (homonymie).
Pour plus de détails, voir Fiche technique et Distribution.
The Hobbit est un téléfilm d'animation musical américano-japonais réalisé par Jules Bass et Arthur Rankin Jr. et diffusé aux États-Unis sur la NBC le dimanche 27 novembre 1977. Il s'agit d'une adaptation en dessin animé du roman Le Hobbit de l'écrivain britannique J. R. R. Tolkien.

## Synopsis
Bilbo Baggins est un paisible hobbit qui vit dans un trou confortable dans la Comté. Sa vie bascule lorsque le magicien Gandalf l'invite à prendre part à une aventure en se joignant à la quête qu'entreprennent treize nains menés par Thorin Oakenshield : ils veulent reprendre possession de leur ancien royaume situé sous la Montagne Solitaire, dont le dragon Smaug les a chassés jadis.

## Fiche technique
- Titre original : The Hobbit
- Réalisation : Jules Bass et Arthur Rankin Jr.
- Scénario : Romeo Muller, d'après le roman Le Hobbit de J. R. R. Tolkien
- Musique originale : Maury Laws
- Création des décors : Arthur Rankin Jr.
- Storyboard : Takashi Hisaoka (non crédité)
- Conception des personnages : Lester Abrams, Tsuguyuki Kubo
- Supervision de l'animation : Tsuguyuki Kubo
- Direction de l'animation : Koichi Sasaki, Katsuhisa Yamada
- Coordination de l'animation : Toro Hara
- Production : Jules Bass et Arthur Rankin Jr. (producteur associé : Masaki Îzuka)
- Studios de production : Rankin/Bass Productions, Topcraft, ABC Video Enterprises
- Budget estimé : 3 millions de dollars[1]
- Pays :  États-Unis,  Japon
- Langue : anglais américain
- Format : 1,33:1, couleur
- Son : Dolby
- Durée : 78 minutes (États-Unis : 90 minutes)
- Première diffusion : dimanche 27 novembre 1977 sur la NBC.

## Voix originales
- Bilbo Baggins : Orson Bean
- Gandalf : John Huston
- Thranduil : Otto Preminger
- Smaug : Richard Boone
- Elrond : Cyril Ritchard
- Thorin : Hans Conried
- Gollum : Brother Theodore
- Bombur : Paul Frees

Le réalisateur et acteur John Huston prête sa voix à Gandalf (photo : autour de 1960).

- Balin et le seigneur des Aigles : Don Messick
- Bard l'Archer, Dori et quelques nains de la compagnie : John Stephenson
- les autres nains de la compagnie : Jack DeLeon
- les gobelins : Thurl Ravenscroft

## Production

### Les débuts du projet
Le téléfilm est la toute première adaptation à l'écran aboutie d'un livre de J. R. R. Tolkien. Ce n'est cependant pas le premier projet d'adaptation de cet auteur. Un projet de long métrage mené par le studio américain Rembrandt Films n'a finalement abouti en 1966 qu'à un court métrage de 12 minutes à peine animé, très éloigné de l'intrigue du livre, et qui n'a connu qu'une diffusion confidentielle. Les droits d'adaptation à l'écran du Hobbit et du Seigneur des Anneaux ont été acquis par United Artists dès 1969, mais les précédentes tentatives sont restées inabouties. Un projet mené par la MGM a avorté, et les studios Disney, après avoir envisagé une adaptation en dessin animé, l'ont abandonnée au motif que le roman original ne correspond pas au type d'humour attendu par le public pour une production Disney, et qu'il serait impossible de modifier l'histoire sans contrarier les admirateurs du roman.
Le Hobbit est produit par la société Rankin/Bass en vue d'être diffusé à la télévision par la chaîne NBC en tant que special, terme désignant alors aux États-Unis un téléfilm d'une durée plus longue que la normale. Rankin/Bass est coutumière de ce type de projets depuis 1958, et a alors une bonne douzaine de téléfilms animés à son actif. Jules Bass et Arthur Rankin Jr. sont à la fois producteurs et réalisateurs du Hobbit. Avant même la diffusion du téléfilm, ils entament la production d'un autre téléfilm, The Return of the King, adapté de la dernière partie du Seigneur des Anneaux.

### Scénario
Le scénariste, Romeo Muller, est un collaborateur de longue date du studio. Rankin et Bass rejettent une demi-douzaine de scripts avant de parvenir à une version jugée satisfaisante. Ils se proposent de réaliser un téléfilm aussi fidèle que possible à l'intrigue du livre.
Le scénario final du téléfilm est globalement fidèle à l'intrigue du roman, mais plusieurs éléments sont omis ou modifiés. Le personnage de Beorn n'apparaît pas et le séjour que les nains font chez lui est omis : les Aigles emmènent directement les nains, Bilbo et Gandalf jusqu'à l'orée de Mirkwood. Les elfes sylvains sont absents de la traversée de la forêt ; ils n'apparaissent que plus tard. L'Arkenstone n'est pas mentionnée : la discorde qui éclate dans la dernière partie de l'histoire est due seulement au trésor dans son ensemble. Au cours de la bataille finale, davantage de personnages principaux meurent dans le téléfilm, notamment Bombur. À la fin du téléfilm, Gandalf révèle à Bilbo la véritable nature de son anneau magique en le lui présentant comme l'Anneau unique, ce qui établit un lien entre l'intrigue du Hobbit et celle du Seigneur des Anneaux, alors que ce n'est pas le cas dans le roman où la nature précise de l'anneau n'est jamais détaillée.

### Les voix
L'acteur de doublage Orson Bean est choisi pour la voix de Bilbo, à qui il donne une diction formelle et méticuleuse dans les premières séquences du film puis l'abandonne au fur et à mesure que Bilbo devient plus aventureux. L'acteur et réalisateur américain John Huston prête sa voix à Gandalf, un choix malheureux pour Janet Brennan Croft, qui estime que son accent américain détonne dans le casting. D'autres voix sont confiées à des acteurs de doublage confirmés, notamment Brother Theodore, habitué aux films macabres, qui prête sa voix à Gollum, et Richard Boone, un acteur spécialisé dans les voix de méchants, qui double le dragon Smaug. Les négociations de Rankin avec les acteurs de doublage célèbres s'avèrent éprouvantes.

### La musique et les chansons
Les producteurs prévoient plusieurs chansons, la plupart reprenant celles déjà présentes dans le roman. Jules Bass ajoute cependant une chanson originale dont il écrit les paroles, The Greatest Adventure, destinée à expliciter les motivations de Bilbo au moment de son départ. Les chansons sont mises en musique par le compositeur et chef d'orchestre Maury Laws, qui compose également le reste de la bande originale. La chanson The Greatest Adventure est interprétée par Glenn Yarbrough, qui l'enregistre à New York. Elle fournit au film son thème musical principal.

### Conception visuelle et animation

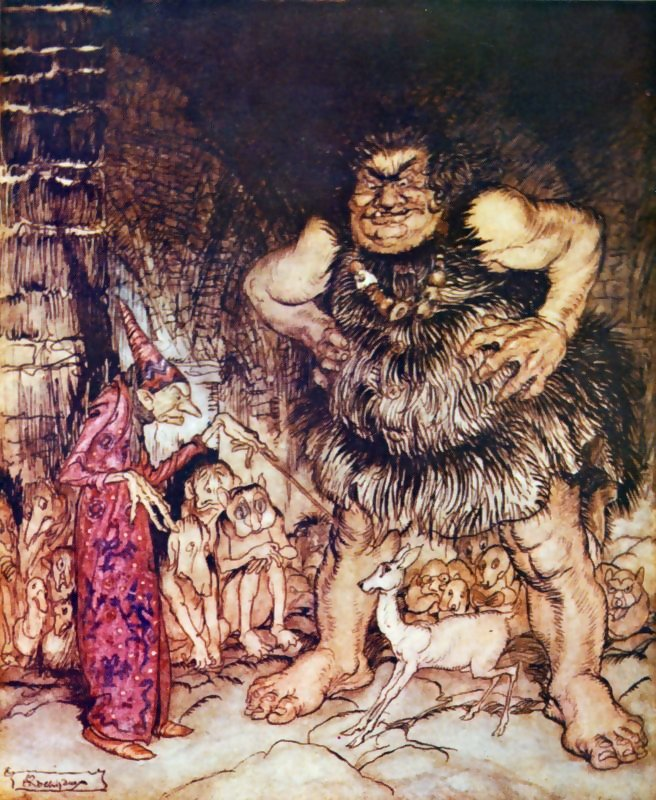
"Le géant Galligantus et le vieux sorcier maléfique transforment la fille du duc en biche blanche". Illustration d'Arthur Rackham pour English Fairy Tales de Flora Annie Steel (vers 1918).

Arthur Rankin Jr. se charge de la conception visuelle du film. Il s'inspire de différents illustrateurs, mais principalement des œuvres d'Arthur Rackham, illustrateurs britannique principalement connu pour son travail sur les contes de fées. Rankin reste également aussi près que possible des indications de couleurs données par Tolkien dans le roman original. Rankin conçoit le film comme une suite de tableaux monochromes, chaque grande séquence comportant une couleur dominante.
L'animation est le produit d'une coopération américano-japonaise entre Rankin/Bass et le studio d'animation japonais Topcraft, qui a déjà travaillé (et travaille par la suite à nouveau) plusieurs fois avec le studio américain. La conception des personnages et des décors ainsi que les dessins sont réalisés aux États-Unis, tandis que l'animation proprement dite est réalisée au Japon sur celluloïd par une équipe de 200 animateurs,.
Le film est achevé au bout de cinq ans et son budget final s'élève à environ trois millions de dollars, ce qui fait de lui le téléfilm animé le plus cher jamais réalisé. Le téléfilm dure 78 minutes, mais il est entrecoupé de pauses publicitaires durant sa première diffusion, pour une durée totale de 90 minutes.

## Accueil critique
Dans un article paru dans le New York Times le 25 novembre 1977, John J. O'Connor juge le film « curieusement éclectique, mais rempli de moments agréablement efficaces ». Les graphismes lui rappellent trop d'autres univers que celui de Tolkien : « les nains ressemblent coupablement à ceux de Blanche-Neige en plus vieux », tandis que les gobelins « pourraient sortir tout droit d'un livre de Maurice Sendak ». Le début du film lui paraît trop hésiter entre un ton « léger ou bien d'un sérieux perturbant », tandis que la fin lui semble conserver la simplicité et la puissance de celle du livre ; il juge les séquences montrant Smaug et Gollum particulièrement réussies. Il conclut que, « quels que soient ses défauts, cette version télévisée du Hobbit est digne d'intérêt ».
Dans son ouvrage Le Hobbit annoté, Douglas A. Anderson juge cette adaptation mauvaise, sans plus de détails. En revanche, une autre analyste, Janet Brennan Croft, la considère comme une bonne introduction à l'œuvre de Tolkien pour les enfants, « superficielle mais décente » : elle estime que les modifications et coupes apportées ne nuisent pas à la compréhension du récit, tout en jugeant regrettable la transformation ou la disparition de certains thèmes de l'œuvre originale, notamment la tonalité purement pacifiste du téléfilm, au détriment de la position plus nuancée de Tolkien à ce sujet. Elle est particulièrement critique vis-à-vis de la scène entre Bilbo et Gollum, où « la pitié subtile et l'horreur du moment chez Tolkien ont disparu ».

## Distinctions
Le téléfilm remporte un Peabody Award en 1978. La même année, il fait partie des films nommés pour les Hugo Awards dans la catégorie « Best Dramatic Presentation » (le prix est finalement remporté par Star Wars, épisode IV : Un nouvel espoir de George Lucas).

## Éditions en vidéo
Aux États-Unis, The Hobbit est édité en vidéo par Sony et ABC Video au début des années 1980. Le film sort en CED (Capacitance Electronic Disc) (en), un support vidéo développé par la Radio Corporation of America. Il est édité en VHS par Warner Home Video en 1991. Une réédition paraît en 1997 chez Peter Pan Industries. The Hobbit est ensuite édité en DVD par Warner Bros. Family Entertainment en 2001.

## Produits dérivés

### Beau-livre
Un beau-livre rassemblant des illustrations et dessins préparatoires du téléfilm est publié chez Harry N. Abrams au moment de la première diffusion du film. Ce livre, qui relate l'histoire du Hobbit en l'illustrant à l'aide d'images généralement tirées du téléfilm, contient aussi toutefois quelques illustrations de personnages et de scènes qui ne figurent pas dans le dessin animé final mais ont été ajoutées pour éviter que certains passages ne soient pas du tout illustrés, notamment le personnage de Beorn. Le livre, qui compte 230 pages, est édité à la fois sous couverture rigide et sous couverture souple ; il est réimprimé en 1989 par Galahad Books.

### Disques
L'album de la bande originale du film est édité par Disneyland Records via Buena Vista. Plusieurs disques microsillons sont édités : un single en 45 tours accompagné d'un livret, deux albums 33 tours, et un coffret rassemblant deux 33 tours et un livre racontant l'histoire du Hobbit.

### Jeu de société
Un jeu de plateau utilisant l'imagerie du dessin animé, The Hobbit's Game, est édité ; les joueurs doivent atteindre la Montagne Solitaire en empruntant un chemin parmi cinq possibles.